# Петренко Ігор
І́гор Петре́нко (*10 травня 1938) — український стрибун з жердиною, бронзовий призер Універсіади 1961 року, чемпіон і рекордсмен СРСР та УРСР, учасник Олімпійських ігор 1960 року.

## Життєпис
Народився 10 травня 1938 року у Києві.
Стрибками з жердиною почав займатися у 1953 році, в експериментальній групі Юнацької спортивної школи №2 у Києві. Вихованець київського тренера Сергія Левенштейна. До Левенштейна Петренка і ще п'ятьох підлітків зі свого двору привела Людмила Радченко, яка на той час була вже у Юнацькій збірній СРСР.
Закінчив Київський державний університет за спеціальністю журналістика.
У 1957 році, на Чемпіонаті УРСР з легкої атлетики в Одесі, вперше виконав норматив майстра спорту СРСР (4,40 м).
У 1959 році — переміг на Чемпіонаті України (4,4 м) і Чемпіонаті СРСР (4,5 м). За рішенням тренерської ради — взяв участь у Олімпіаді 1960 року, де посів 6-е місце.
16 вересня 1961 року, на змаганнях у Брно, встановив рекорд України — стрибнув з жердиною на 4,56 м. Менше ніж за місяць, 4 жовтня, у Тбілісі, — стрибнув вже на рекордні 4,61 м. А 31 травня 1964 року, у Мінську, втретє став рекордсменом України — стрибнув на 4,74 м (також — рекорд СРСР).
У 1961 і 1962 роках — також перемагав на Чемпіонатах СРСР (обидва рази — 4,6 м). У 1963 — зайняв друге місце на Чемпіонаті СРСР (4,4 м).
Успішно виступав на Міжнародних змаганнях «Меморіал братів Знаменських» і Матчах СРСР-США з легкої атлетики. 
У 1964 році, у Москві, — встановив рекорд СРСР на фібергласовій жердині — 4,74 м. 
Після відходу з великого спорту — працював спортивним кореспондетом у Києві. Згодом — переїхав до Ханти-Мансійська.
Нагороджений Почесною грамотою Президіуму Верховної ради УРСР.

## Образ у мистецтві
- Фігурує у книзі мемуарів важкоатлета Юрія Власова «Справедливість сили», у главі «Чемпіонат другий (1960)»[1].